# Iglesia de San Pedro (Pastriz)
La iglesia de San Pedro es un templo parroquial católico situado en el municipio español de Pastriz, en la provincia de Zaragoza, Aragón. Fue declarado Bien Catalogado del Patrimonio Cultural Aragonés por el Departamento de Cultura y Turismo del Gobierno de Aragón el 8 de julio de 2002, siendo publicado el 14 de agosto.

## Descripción
La iglesia fue construida durante los siglos XV y XVI y pertenece a la tipología de iglesia de nave única, que tienen su prototipo en la primera etapa constructiva de San Pablo de Zaragoza y posee una larga pervivencia; se trata de edificios de una sola nave de dos o tres tramos con crucería sencilla y contrafuertes exteriores, con ábside de cinco o siete lados. Poseen generalmente capillas laterales, una por lado y tramo.
La iglesia parroquial de Pastriz se levantó sobre una nave única de tres tramos, cubiertos con crucería, y cabecera poligonal; a los pies se levantó la torre. En el siglo XVII se amplió la nave dos tramos y se construyeron cuatro capillas laterales flanqueando la nave. Fue en el siglo XVIII cuando se terminó definitivamente la construcción añadiendo un nuevo cuerpo a la torre.
Situada a los pies en el lado sur, la torre consta de cuatro cuerpos, los tres primeros de planta cuadrada y el superior de planta octogonal que corresponde a una ampliación realizada durante el siglo XVIII. Construida enteramente en ladrillo, presenta en sus superficies una decoración en ladrillo resaltado a base de frisos de esquinilla simple y a tresbolillo, e impostas mensuladas de ladrillo en saledizo.